# Riacho de Santo Antônio
Riacho de Santo Antônio este un oraș în Paraíba (PB), Brazilia.